# ヒトカラ

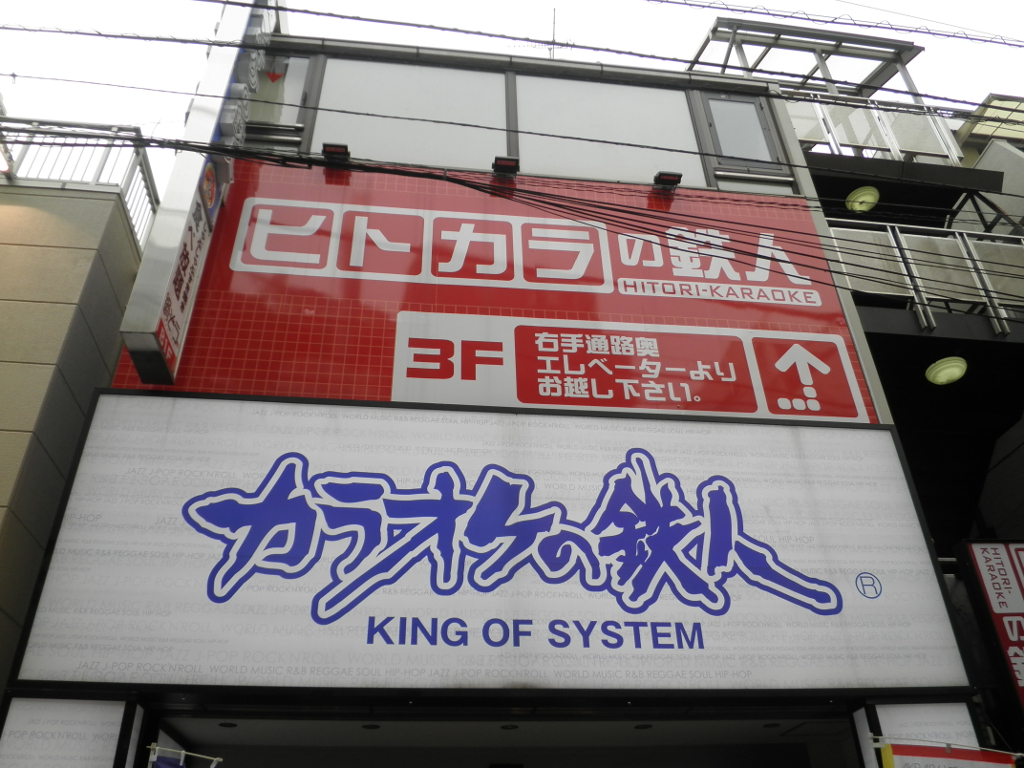
鉄人化計画が運営していた一人カラオケ専門店には「ヒトカラ」の名称が使用されていた（「ヒトカラの鉄人」下北沢店）。

ヒトカラとは、「一人カラオケ」の略語で、カラオケを一人だけで楽しむことや一人でカラオケの練習をすることを指す俗語である。「ひとカラ」と表記される場合もある。「ヒトカラ」は、株式会社エクシングの登録商標である（登録番号第4858993号）。しかし同社は『ヒトカラ』という名前で商品やサービスは提供していない。

## 概要
一般的にカラオケは複数人・大人数で楽しむものとするイメージで語られるが、2000年代中盤から歌唱の練習やストレス発散を目的として一人でカラオケを楽しむ者が増加し始め、一人で食事や余暇などを楽しむいわゆる「おひとりさま」文化の流行、音楽の趣味の多様化、カラオケボックスの料金体系の変化、カラオケ機器の多機能化などが相俟って、徐々に市民権を得るようになった。「ヒトカラ」という言葉は、2003年頃には既に一部で使われていたものと報じられている。また、当初はセガのカラオケ関連サービスの名称としても使用されていた。
利用者側にとっては「一人では利用しづらい」、店舗側にとっては「一人での利用は採算性が良くない」とする見方もある一方、1990年代後半よりカラオケ市場が伸び悩んでいる中で、カラオケボックスの利用者における一人客の割合は全体の2 - 3割を占めるとも報じられており、一人客の扱いは業界にとって課題となりつつある。2011年からはヒトカラ需要の増加を見込んで一人カラオケの専門店が開店されたり、通常のカラオケ店に一人客の専用ルームが開設されるなどの現象も発生している。また、通常のカラオケ店では一人客に対して複数人で利用するより割高な料金を設定している店舗もある。

### 語義
「一人でカラオケボックスを利用すること」および「一人でカラオケに行き（自己満足的に）歌って楽しむこと」を総じて「一人カラオケ」と称し、「ヒトカラ」はそれを更に省略したものである。単に「一人だけでカラオケを楽しむこと」の略語であるとも報じられている。
ヒトカラをする人を俗に「ヒトカラー」と呼称する。ヒトカラに対して、2人でするカラオケを「フタカラ」、多人数でのカラオケを「タカラ」と呼称するとも報じられている。

### 発祥
「一人カラオケ（ひとりカラオケ）」という言葉自体は1990年代前半で使用例が見られる。例として、1991年にトヨタ自動車がショールーム「アムラックス」にて社員のアイデア製品を展示するイベントを行った際、その一つとして「ヘルメットの中でひとりカラオケができる『カラオケメット』」が紹介されたほか、1995年に毎日新聞記者が繁華街で配布される割引券の調査を行った際、一人で歩いている時にはカラオケルームの割引券を渡されないことが多いことから「一人カラオケはダメ？―新宿駅周辺」との見出しが登場している。そのほか「一人カラオケ」という言葉は登場しないが、1989年から1990年代前半の新聞におけるカラオケ関連の報道の中で「一人だけでカラオケボックスを利用する者が存在する」旨の報道が散見され始める（後述）。朝日新聞では、1991年にカラオケボックスを一人だけで利用する客に対して明確にスポットを当てた記事が登場している。
フリーライター（新語ウォッチャー）のもりひろしによれば、「ヒトカラ」という言葉の発祥は電子掲示板の2ちゃんねるであるとしており、2003年には既に「ヒトカラ」という言葉の書き込みがあったと日経ビジネスオンライン上で述べている。また、カラオケボックス「歌広場」を運営するクリアックスの社員によれば、同じく2003年頃には「ヒトカラ」という言葉を使う顧客が存在していたと毎日新聞の取材で答えている。それと同時期にして、「ヒトカラ」という言葉は登場しないが、2000年代前半における報道で「一人でカラオケを利用する者が増えている」旨の報道が散見される。
週刊誌AERAにて2000年に掲載された「一人で食事や娯楽を楽しむ女性」を特集した記事の中では、周囲から奇異の目で見られながらも「一人カラオケ」でストレスを発散する様子が報じられたほか、読売新聞にて2002年に掲載された「カラオケ好き派・嫌い派」の声を特集した記事の中では「一人カラオケ派」の意見が報じられている。同じく読売新聞にて2003年に掲載された記事では「カラオケボックスにおいて増え始める一人客の様子と店舗側の対応状況」が報じられたほか、同年に日経流通新聞にて掲載された記事では「女性における一人の時間の過ごし方」の一つとして「ひとりカラオケ」が挙げられている。
2004年には、セガが一人客向けのカラオケサービスを開始する際に「ヒトカラ」の名称が採用された（後述）。

## 歴史

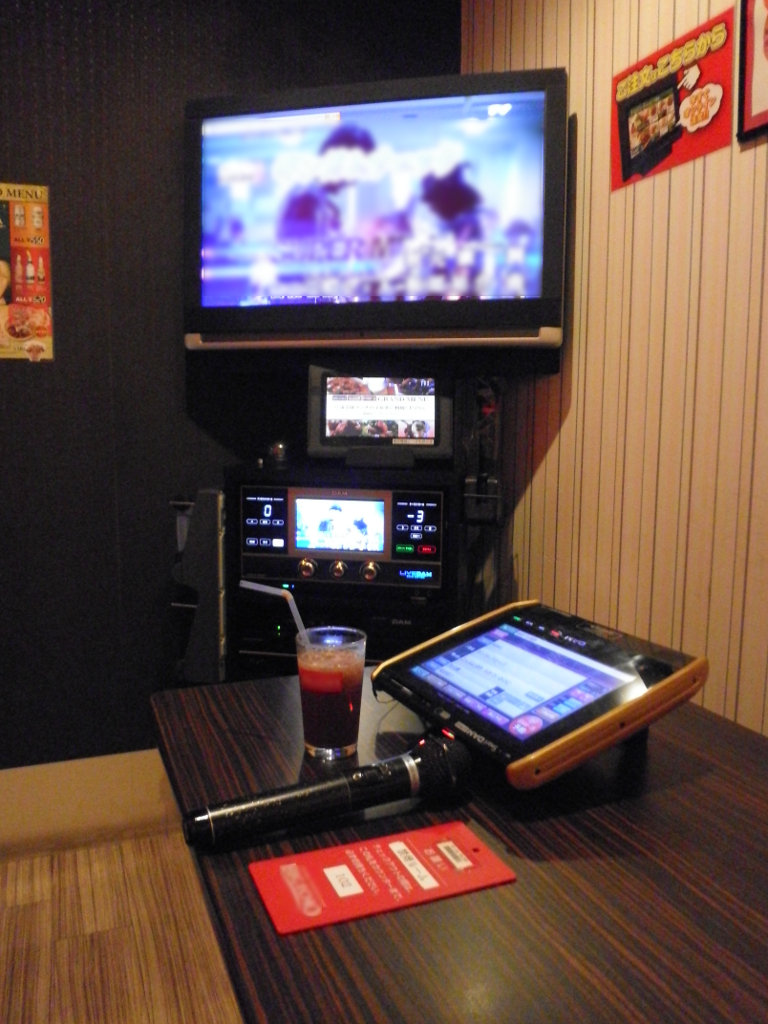
通常のカラオケボックスにおける「ヒトカラ」の様子。一人だけでカラオケを楽しむ者は1990年代前半から存在し、その理由は練習やストレス発散など様々である。

### 前史
「新曲の練習やストレス発散を目的として、一人だけでカラオケを利用する例は昔から存在した」と日本経済新聞は報じている。1985年、日本で最初に「カラオケボックス」と呼ばれる店舗が登場し、1988年から本格的に流行し始めたとされているが、既に1989年から1990年代前半における新聞報道の中で「一人だけでカラオケボックスを利用する者が存在する」旨の記述が見られる。
朝日新聞は、1989年に東海地方における個室型カラオケボックスの流行を伝える記事の中で「一人でやってきて熱唱するおじさんがいる」「昼間は一人でこっそり練習したい人達の利用が多い」と報じたほか、カラオケボックスが非行少年の温床になっている事象を伝える記事の中で「人に聞かれず思い切り歌えるのがいい」として一人で利用する客の様子を紹介している。1991年にはカラオケボックスを一人で利用する客に対して明確にスポットを当てた記事が登場しており、「男女二人組で来店したが部屋は別々に利用した」「アベックでも部屋は別々に歌っている」「『自分の世界に入りたい』として一人で来る客も珍しくない」「一人で来店する客は歌に安らぎや救いを求めている」との報道がなされている。
1992年にランチ付きのカラオケボックスが登場した際、日経流通新聞は「若いOLが一人で来店し歌っていくことがある」と報じ、1993年に日中仕事をサボるサラリーマンを特集した記事では「一人で来て1時間程歌っていく人や、歌わずにひたすら昼寝をしていく人がいる」との従業員の声が掲載されている。
このようにカラオケボックスの黎明期より一人だけで利用する例は存在したものの、当時よりカラオケを「大人数で楽しむもの」「他人に歌っている姿を見せて聴かせて、あるいは他人が歌っている姿を見て聴いて楽しむのが醍醐味」「コミュニケーションツール」「皆で盛り上がってこそ」「若者が酒を飲んで騒ぐ場所」「宴会の二次会場」などとするイメージが強く、一人だけでカラオケをする者は決して多いとは言えない状況であった。1990年代前半にカラオケボックスでのアルバイト経験がある小説家の内藤みかは、「東京都と山梨県の店舗でそれぞれ一ヶ月アルバイトしていて、一人客は東京で2人、山梨ではゼロ。当時ヒトカラをする者は殆どいなかった」と述べているほか、詩人の佐々木幹郎も1991年の日本経済新聞におけるカラオケ関連のインタビュー記事の中で「六本木のカラオケボックスでは一人で入っている人は殆どおらず、皆2 - 3人以上のグループであった」と述べている。
また、2002年頃までは、カラオケボックスの料金体系が現在主流となっている「一人あたりの利用時間」に応じて加算される「人数単位」ではなく、「一部屋あたりの利用時間」に応じて加算される「部屋単位」で定められた店舗が多く、大人数での利用に対して一人での利用は割高になってしまうことも一人での利用が少ない理由であった。
一人でカラオケボックスを利用する者の体験談として「『怪しい人』という目で見られる」「店の出入り時に人目が気になる」「店員や他の客の視線が気になる」と語られることがあったほか、「カラオケボックスは一人では入りにくい」「ヒトカラは勇気がいる」との声も聞かれた。また、ヒトカラを「閉じた『個』の象徴」として批判的に論じられることもあり、「寂しくなる」「見られたくない」「良い印象を持たない」「後ろめたい、恥ずかしい、滑稽である」とする論調も存在した。

### 流行
2002年頃から、カラオケボックスの料金体系が「一部屋あたりの利用時間」に応じて加算される「部屋単位」から「一人あたりの利用時間」に応じて加算される「人数単位」へ移行する店舗が増え始め、一人だけでも利用しやすくなってきたほか（後述）、一人で食事や余暇などを楽しむいわゆる「おひとりさま」文化が流行し始めたことに伴い、2000年代中盤から後半にかけて一人での利用者が増え始め、徐々に市民権を得るようになった。また、流行のきっかけとして一部の女性芸能人がブログ等で「ヒトカラ好き」を公言したことによってネガティブなイメージが薄れたためとする報道もある。
読売新聞に掲載された2003年の記事によれば、カラオケ館（B&V）において顧客から「一人でも利用できるか」との質問が増え始め、自社ウェブサイト上の質問コーナーに一人での利用について言及するに至ったほか、「レストランカラオケ」を謳うシダックスでは日中にランチを注文した客に対する部屋代の割引サービスがあったことから、一人で昼食を食べに来たついでに数曲歌っていく顧客が増えたと報じている。2004年には歌広場（クリアックス）でヒトカラ向けの割引サービスが提供され始め、2005年にはカラオケの鉄人（鉄人化計画）でも自社ウェブサイト上や店内ポスター等で「ヒトカラ歓迎」を積極的に打ち出す意向を示した。日本経済新聞が実施したカラオケに関する調査によれば、2004年時点で「一人練習用の個室があったら利用してみたい」と回答した者は4割に達していた。
1990年代後半以降カラオケ市場が伸び悩んでいる中、2008年以降の各社カラオケチェーン店の利用者におけるヒトカラの割合は2 – 3割程度を占めている。全国カラオケ事業者協会によれば、2011年の全国のカラオケ店における平日昼間の一人客の割合は約2割であった。2012年の日経MJヒット商品番付では、「一人カラオケ」が西の前頭にランクインした。
英語圏のニュースサイトでもカラオケに関する報道の中で「hitokara」として単語が出た例があるほか、研究社のオンライン英和辞典でも「solo karaoke」として掲載されている。しかし、海外、とりわけカラオケが一定の人気を持つアジア諸国でも一人でカラオケをすることはあまり一般的でないとしている。特に中華人民共和国においては「絶対にありえない光景」とまで報じられた。

## 目的
「ヒトカラ」を行う動機・目的として、
1. （歌唱力の上達、新曲や難易度の高い曲、カラオケ大会等に備えての）練習[2][5][6][13][28][37][59][60]
2. ストレス発散[2][3][5][13][24][28][37][60]
3. 他人を気にせずに好きな曲・マイナーな曲を（繰り返し）歌いたい[3][5][6][7][13][28][37][38][60]
4. 自分に合ったキー設定を確認しておきたい[2]
5. 複数人で行った際に場の空気を考えながら選曲することへの気疲れ[6][16][28][60]
6. 複数人より一人の方が同じ料金でより多くの曲が歌え、コストパフォーマンスが良い[28]
7. 健康目的[59]
8. カラオケ好きの仲間がいない[7]
9. 他人に聴かせる自信が無い[7]

などが挙げられる。そのほか、適当な振り付けと共に歌いたい、音痴である、ダイエット目的、暇つぶしなども理由として語られることがある。
大阪商業大学大学院特別教授の前川洋一郎によれば、かつて一人でカラオケを利用する者の多くは「個人練習」が多く、その後大勢でカラオケに行った際に練習の成果を披露する形が多かったのに対して、昨今の一人カラオケは自分で歌って満足する「自己完結型」が多いと指摘している。

## 利用者

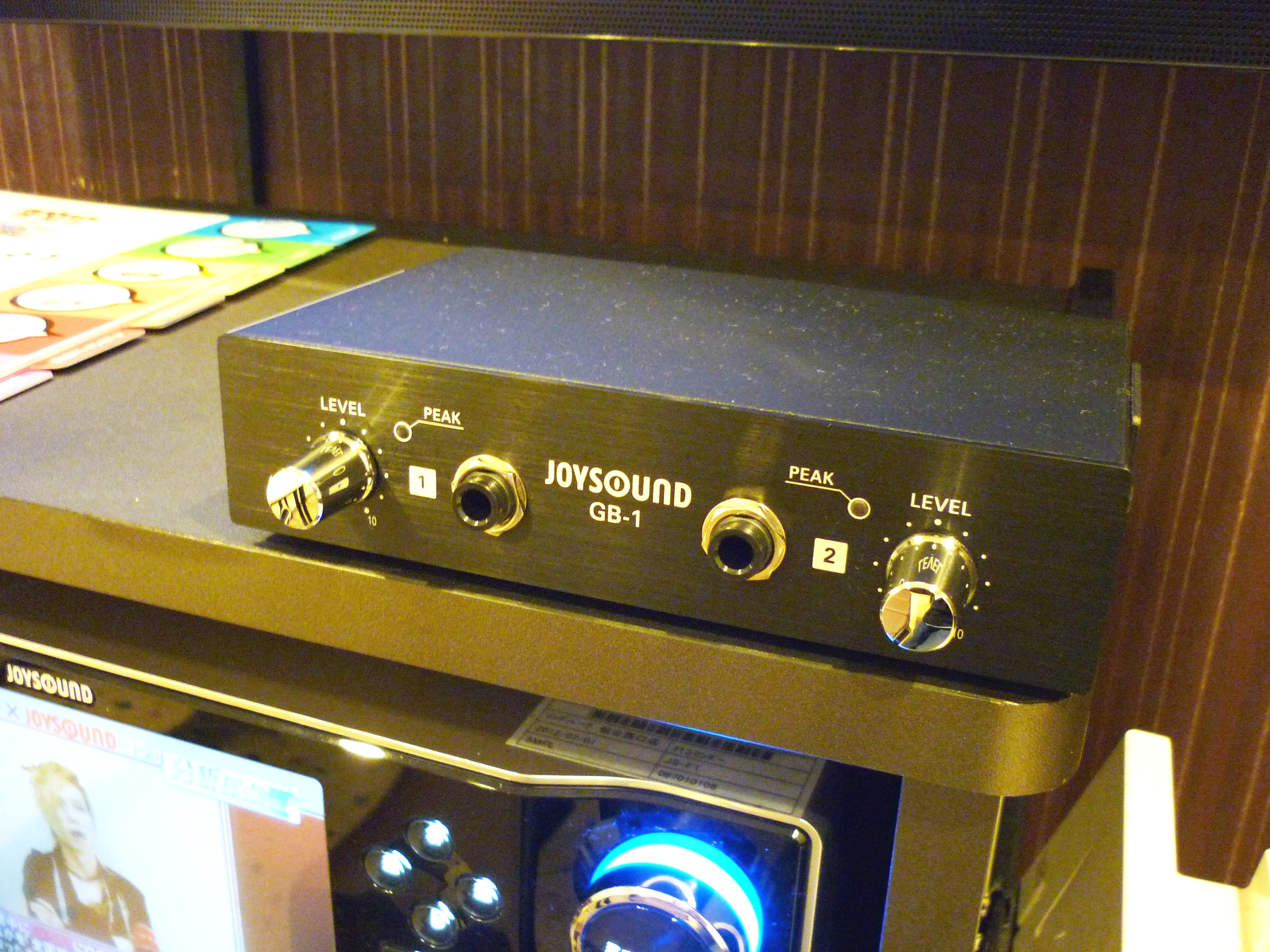
JOYSOUND f1用のサウンドエフェクター。歌うだけではなく、ギターなどの楽器を通してもカラオケを楽しむことができるようになった。

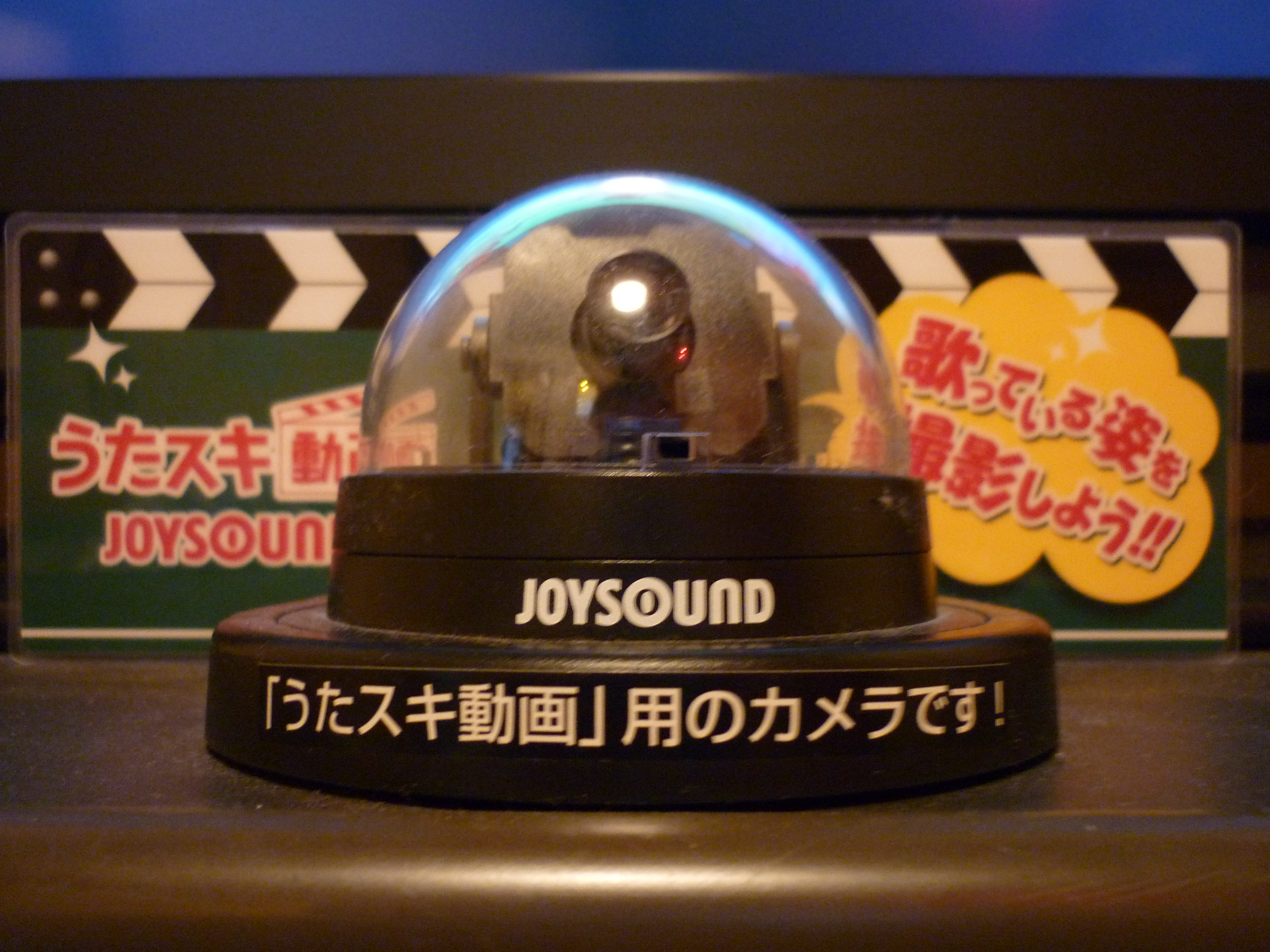
JOYSOUND CROSSO用の動画撮影カメラ。「うたスキ」に投稿される歌唱動画は一人で歌う姿が多くを占めている。

### 性別・年齢層
年齢層は学生から主婦、高齢者まで幅広く、特に10代から30代及び高齢者が多い。「昔は時間に余裕のある高齢者がヒトカラの多くを占めていた」との報道がある。
全国カラオケ事業者協会がカラオケボックス利用者を対象に実施したアンケートによれば、「一人でよく行く」と回答した者は20 - 24歳で男性8.2%・女性15.2%であり、25 - 29歳で男性7.9%・女性5.9%であった。
マーケティングサイト「モッピーラボ」を運営するセレスが20 - 40代の女性を対象として2012年に実施したアンケートによれば、ヒトカラの経験者は20代で26.7%、30代で18%、40代で12%であった。サンケイリビング新聞社が実施したアンケートによれば、20 - 50代女性のカラオケ経験者のうち27.7%にヒトカラの経験があると回答した一方で、一人でカラオケをすることを「痛い」と考える否定的な回答も21.5%にのぼっている。
リサーチサービス「アイリサーチ」を運営するネオマーケティングが20 - 50代のカラオケ経験のある男女を対象として2013年に実施したアンケートによれば、一人カラオケの経験者は14.3%であり、年齢別に見ると20代が30%、30代が16%、40代が7%、50代が4%であった。また、一人カラオケをする理由としては「ストレス解消」が61.4%、「歌の練習」が50.9%、「暇つぶし」が43.9%であったほか、一人カラオケ未経験者がヒトカラをしない理由としては「一人だと入店しづらい」が35.9%と最も高かった。
後述のヒトカラ専門店『ワンカラ』の利用者は多くが20 - 30歳代の男性である。

### 利用状況
来店時（受付時）は複数人であったにもかかわらず、一人一人別々の部屋で歌う傾向も見られる。前述の1991年に一人カラオケを特集した朝日新聞の記事によれば、かつては最初から一人で来店するのではなくカップルなど二人組で受付を済ませ、部屋のみ別々で取るというパターンが多かったようである。
一人で入店することに最初は障壁を感じるが、「一度慣れてしまえば気にならない」「歌っているうちに気にならなくなる」と語られることが多い。歌われる曲では、普段大人数では歌いづらいアニメソングやバラード、女性アイドルの楽曲が人気と報じられている。
カラオケ機器に備え付けのカメラで撮影した動画を投稿するサービスでは一人で歌っている動画が多くを占めており、自分の動画と他人の動画を合成した「コラボ動画」を作成する機能も広く利用されている。ギターなどの楽器を持ち込んで利用する客も存在し、実際にJOYSOUNDではオプションのエフェクターを使ってギターを接続することが可能となっており、歌うことが不得手な人でも楽器を通してヒトカラを楽しむことができるようになっている。他人とのコミュニケーションを断って一人で楽しむヒトカラであるが、昨今はカラオケ配信業者が運営するSNSなどを通じて自身の歌唱映像や楽器の演奏映像をアップロードし、お互いにコメントしたりコラボ動画を作成したりするなど、個々のヒトカラーを繋ぐ新しいコミュニケーションの形も生まれている。
中には歌うだけではなく読書をしたり睡眠や休憩をとる者、部屋に設置されたWi-Fiを利用して仕事をする者も存在し、カラオケルームを歌うだけではない「万能的な空間」として使われる傾向もある。

## 店舗側から見た「ヒトカラ」

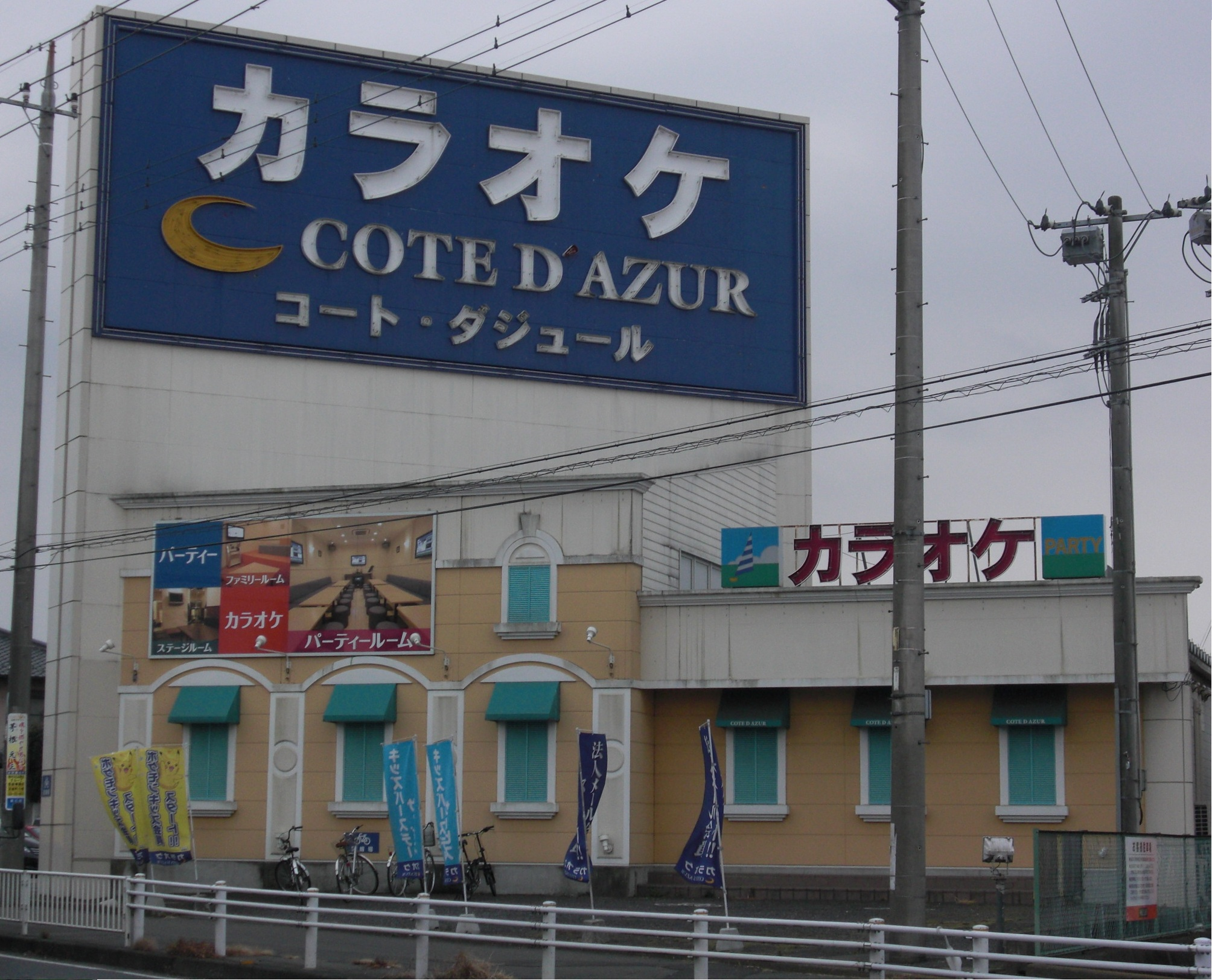
一人客に対して別の料金体系を設けるカラオケボックスも存在する。一例として、快活フロンティアが運営する「コート・ダジュール」では、一人のみで利用する場合に追加料金が発生する旨が案内されている。

利用料金が「部屋単位」から「人数単位」に応じて加算される体系に変化し一人でも利用しやすくなっていった一方、一人で一部屋を占領することになるヒトカラは店舗にとって採算性が良くないために敬遠される傾向もあり、ヒトカラを歓迎するか否かは店舗により異なる。店舗側としても「『混雑している時間帯以外』は一人客を受け入れる」と表明している場合がある。
例として、ビッグエコー（第一興商）、コート・ダジュール（快活フロンティア）、カラオケ本舗まねきねこ（コシダカホールディングス）などでは、一部店舗の利用料金表に「一人カラオケ（ヒトカラ）料金」などと称して通常の利用料より若干高い料金が提示されている。カラオケの鉄人（鉄人化計画）では、自社ウェブサイト上でヒトカラ歓迎を表明しながらも「休日前日の夜間や休日の昼間、年末年始などの繁忙期では一名のみの利用を制限する」としているほか、カラオケ館（B&V）でも自社ウェブサイト上の「よくある質問」コーナーにおいて「一人での利用も問題ないが、混雑時はお断りする場合もある」としている。
ヒトカラは店舗にとって飲食代収入は見込めないが、その代わりにリピート率が高い。一人でも多くの顧客を呼び込むのが課題となりつつある一方、一人客を取り込むことは店舗にとって「空室を抱えるよりマシ」という程度であり、主要顧客層である若年層が少子化で減少している点、ソーシャルゲームなどに娯楽が移行している点などから、カラオケボックスの客足回復には繋がらないとする指摘もある。
2018年6月、シダックスがカラオケ事業を展開する子会社、シダックス・コミュニティーの株式をB&V（カラオケ館）に売却し、事実上カラオケ事業から撤退したことが報じられた。これは予てより「レストランカラオケ」を謳っていたシダックスはグループ客や食事提供をメインに捉え過ぎていたことにより、ヒトカラなどの新たな顧客ニーズに対応できず収益が悪化したためとされている。

## 「ヒトカラ」専門店の誕生

### 通信カラオケメーカー・複合カフェによる参入
最初に「ヒトカラ需要」へ着目したのは、ゲームメーカーであり、当時子会社だったセガ・ミュージック・ネットワークスを通じて業務用通信カラオケ「セガカラ」を展開していたセガである。2004年に複合カフェ「ゲラゲラ」を運営するアイデアリンク（現・ベンチャーバンク）と組み、セガ・ミュージック・ネットワークスがパソコン向けに提供するカラオケサービス「セガカラ for PC」を複合カフェの個室に設置する形でヒトカラ専用ルームの実証実験を始めたのが先駆けである。セガが「友人とカラオケをする前に練習したい需要」があることに着目し、元々一人客が多い複合カフェと提携をしたものである。
1.5畳程の個室にパソコンを設置し楽曲はインターネット経由により配信され、後述の『ワンカラ』と同様にヘッドホンを使用する形となっており、歌声が外部に漏れないよう店内BGMの音量を大きくするなどの工夫がなされていた。2004年8月に神奈川県横須賀市の店舗（ゲラゲラ横須賀店）にて実験を開始し、同年11月以降より本格展開をするとしており、実際に「同じ曲を何回も歌っている明らかな『練習客』がいた」「販促はしていないが週末は満室になった」「アイデアリンク以外の複合カフェにも展開する予定」などと報じられていたが、その後大幅な普及には至らなかったようで2006年には店舗のウェブサイトよりカラオケルームの案内が削除されている。

### カラオケ店による参入

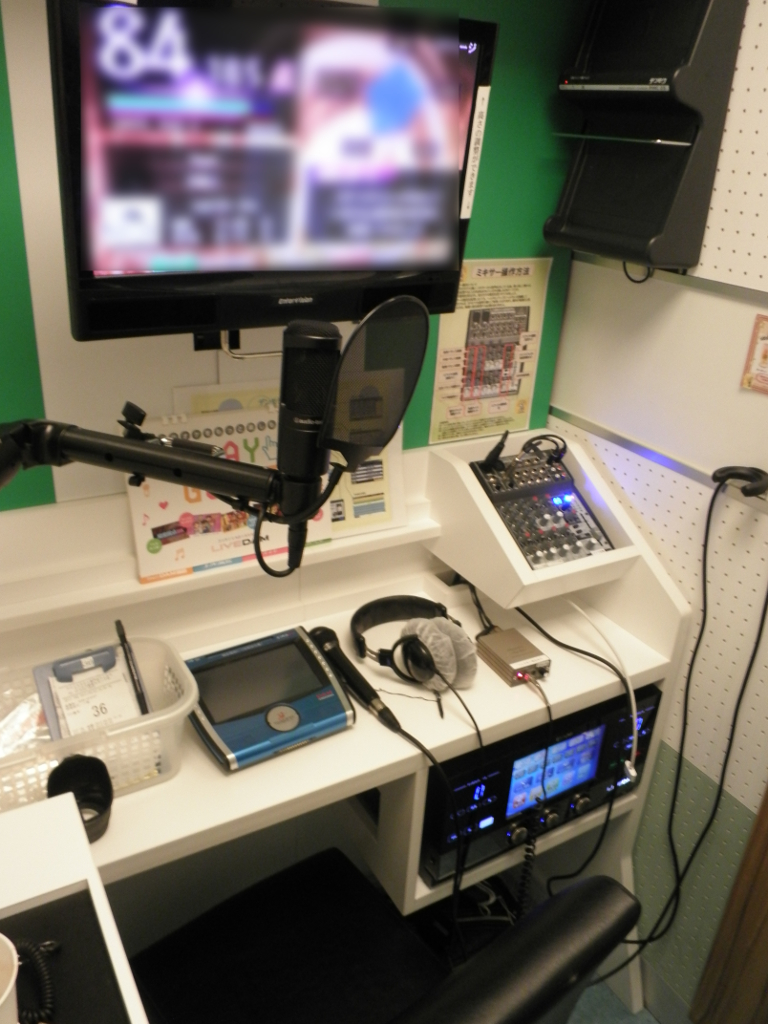
コシダカHDが運営する一人カラオケ専門店「ワンカラ」の部屋（ピット）の一例。ミキサー、コンデンサーマイク、ヘッドホン等を使用する点が特徴であり、概ね他社のヒトカラ専門ルームもそれに追随している。

「カラオケ本舗まねきねこ」を運営するコシダカホールディングスが2010年頃より自社の経営するステージ付居酒屋に小型のカラオケルームを設置したところ、一人で練習する客が目立ち始めた点から「ヒトカラ需要」が高いと見込み、2011年に一人カラオケ専門店「ワンカラ」を東京都千代田区神田に開店。後に池袋、新宿、上野など都内各地、および神奈川県川崎市、大阪府大阪市に出店した。それに追随する形でカラオケ館（B&V）、ジャンボカラオケ広場（東愛産業）、アドアーズ、カラオケの鉄人（鉄人化計画）、フタバ@カフェ（フタバ図書）、快活CLUB（快活フロンティア）など、既存のカラオケボックスやインターネットカフェにおいてヒトカラ用ルームが開設されたり、新業態としてヒトカラ専門店を開店するなどの事象も多発した。
前述の通り一般的なカラオケ店でのヒトカラは店舗にとって採算が良くないとする見方があるが、「ワンカラ」ではドリンクのみをセルフサービスで提供しているため、既存店より人件費を安価に抑えられるメリットがあるほか、調理場を設ける必要がないため初期投資の圧縮にもつながるとしている。
ヒトカラ専門店の多くは、総じて2 - 3平方メートルの小部屋の中にモニターやミキサー、通常のハンドマイクの他にスタンドマイクが壁に設置されており、ハウリング防止および「音楽に入り込める」ようにカラオケの演奏や自分の歌声はヘッドホンを通じて聴く形式となっている。一人カラオケ専門店に設置されているスタンドマイクの多くは、通常のハンドマイク（ダイナミックマイク）に比べて高音質なコンデンサーマイクを使用しており、本格的なレコーディングも可能となっている。女性専用の部屋も備えられており、利用料金は通常のカラオケ店より高めであるがリピーターは多い。
「一人焼肉」や「一人ディズニー」などの「ひとり○○」という語形が流行する契機となったのは、一人カラオケ専門店の登場によるものであるとする指摘がある。また、これによりコシダカHDは「業界で初めて一人カラオケというジャンルを確立した会社」として報じられるようになった。

### その他
タイトーは電話ボックスのような筐体をした少人数向けのカラオケシステム「ちょいKARA」を発売しており、タイトーステーション等のゲームセンターに設置されている。ヒトカラ需要を見込んだものとされているが、実際は最大3名までの収容が可能である。料金設定は店舗により異なるが、1曲100円ないし3曲200円などと報じられている。

## 商標としての「ヒトカラ」
「ヒトカラ」は現在JOYSOUNDやUGAを運用するエクシングの登録商標である（2004年8月9日出願、2005年4月22日登録、第4858993号）が、元々「ヒトカラ」の商標はセガの子会社であったセガ・ミュージック・ネットワークスによって登録出願された。このため、かつて「ヒトカラ」の呼称はセガの関連商品で使用されており、セガ・ミュージック・ネットワークスが2007年まで運営していた通信カラオケ「CANDOONE（カンドーネ）」においては「ヒトカラの利用も想定した未来型カラオケ」との商品紹介がなされていた。その後、セガはセガ・ミュージック・ネットワークスの全株式をBMBに譲渡したため、「ヒトカラ」の商標権もBMBに移ることとなった。さらに2010年にエクシングがBMBを吸収合併したため、現在はエクシングが商標権を持つ。
セガでは2007年秋から「ヒトカラ」の名称で携帯電話を使ってカラオケが無料で楽しめるサービスを提供しており、2009年3月末時点で会員数は200万人を超え、楽曲数約43000曲を配信していたが、2010年6月25日をもってサービス終了した。セガトイズからは、「ヒトカラ」対応のスピーカーマイク「おうちでヒトカラ」が2008年12月に発売された。
一人カラオケ専門店や専用ルームでは、前述の「ワンカラ」（登録番号5459792号）のほか、鉄人化計画では「ヒトカラの鉄人」、東愛産業では「イチカラ」、フタバ図書では「ソロカラ」、快活フロンティアでは「ワンツーカラオケ」（登録番号5563728号）などの商標が登録、使用されている。

## 流行の背景

### 料金体系・機器側による要因

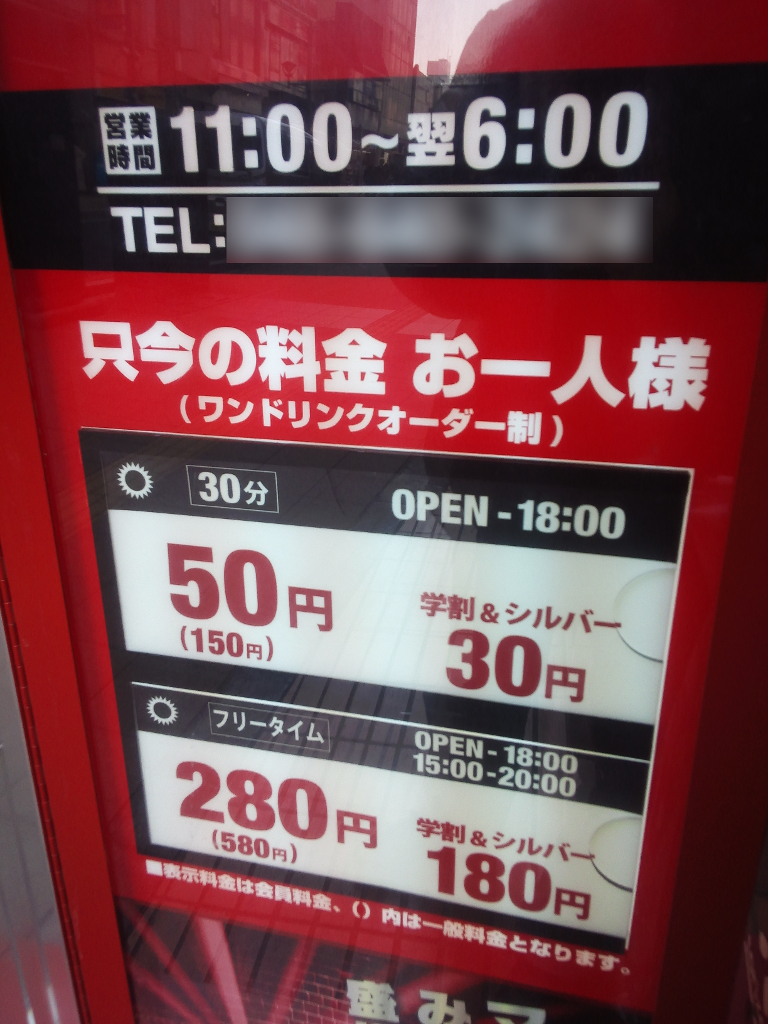
カラオケボックスの利用料金表の一例（2013年撮影）。「一人あたりの利用時間」に応じて加算される料金システムが採用されている。

前述した通り、カラオケボックスの料金体系はかつて「一人あたりの利用時間」に応じて加算される「人数単位」ではなく、「一部屋あたりの利用時間」に応じて加算される「部屋単位」が主流であった。全国カラオケ事業者協会の「カラオケ白書」によれば、1997年当時のカラオケボックスにおける料金体系の採用率は「部屋単位」が67%、「人数単位」が23%であった。その後、2001年にはそれぞれ40%台で拮抗し、2006年には「部屋単位」が27%、「人数単位」が67%と逆転する形となっている。原因はカラオケ離れによって一組あたりの利用人数が減少したことにより「部屋単位」での加算システムでは割高感が生じるため、店舗側が料金体系の見直しを迫られたためである。この料金体系の変化をヒトカラ流行のきっかけとする指摘がある。全国カラオケ事業者協会では、料金体系の変化による要因が最も大きいものであるとしている。
その他、精密採点に代表される「採点機能」の強化によって一人で高得点を目指すという楽しみ方が生まれた点や、占い機能や動画撮影機能の搭載など、カラオケ機器の多機能化がヒトカラ増加の一因とする指摘がある。

### 楽曲による要因
楽曲自体の変化をヒトカラ流行の背景とする意見もあり、エクシングの社員は「音楽の趣味が多様化した現代では大勢の前で新曲を歌っても盛り上がりにくくなったため」と指摘しているほか、朝日新聞も同様に「広い世代で共有できるヒット曲が少なくなったため」と指摘している。

### 利用者側による要因

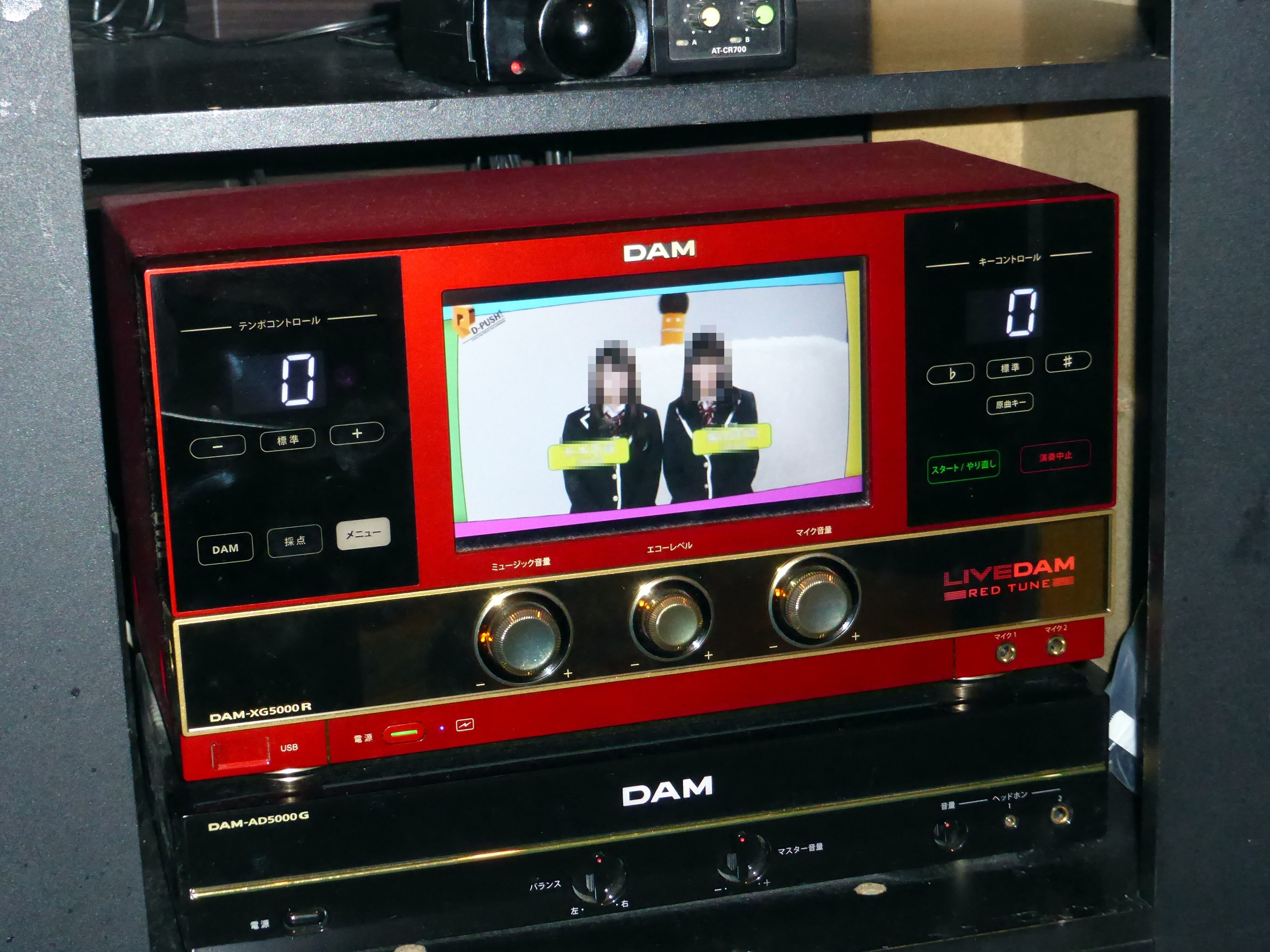
「精密採点DX」を搭載する第一興商のLIVE DAM（RED TUNE）。採点機能の強化によって純粋に歌うことを楽しむ利用者が増えた。

電通総研の研究員は、若者におけるヒトカラ流行の背景にとして「『周囲の空気を読む』とされる若者気質の反動」を挙げており、「若者は人生の大半を不況下で過ごしているために失敗したくない気持ちが強く、複数人で行くと雰囲気を壊さないために消極的な理由で選曲しがちであることから、本来の欲求をヒトカラで満たしたい気持ちが高まってきたため」と指摘している。
インターネットや電子メール、携帯電話の普及がヒトカラ流行の背景とする意見があり、ニッセイ基礎研究所の研究員は「時間や場所を問わずに他人と繋がる機会が増えたことにより、逆に他人に気を使わず自由に行動したい欲求が強まった」と指摘し、博報堂生活総合研究所の研究員も同様に「他人と常に繋がっている状態に疲れ、全てを遮断して一人になりたい人が増えている」との指摘をしている。富山大学人文社会学部准教授の黒川光流は「実際に顔を合わせる人間関係を苦手、煩わしいと思う若者が増えている。人間関係の希薄化がカラオケの楽しみ方を変化させた」と指摘している。
名古屋商科大学商学部教授の小野裕二は「『一人焼肉』『一人プリクラ』など他人と触れ合わないマイペースな消費が若年層で広まっているのと同じ傾向」とした上で、前述したカラオケ配信業者が運営するSNSが流行している点を挙げ「趣味が同じならば見知らぬ相手と関係を持つことにも抵抗が少ない。若年層のコミュニケーションのあり方が変化してきている」と論じている。心理カウンセラーの根本裕幸は「普段の生活から隔離された非日常を楽しむもので、『癒やし』ブームのひとつ」と論じている。
フリーライターのもりひろしは、「そもそもカラオケに一人で行く行為はカラオケマニアにとっては不可避な選択であったが、広く世間に知られることはなかった」とした上で、「それが『ヒトカラ』という言葉と共に2ちゃんねるに書き込まれ、インターネット上に『可視化』されることによって知名度を増した」と分析している。
精神科医の香山リカは週刊朝日誌上にて、「今までのカラオケは『歌うこと』よりも『友達や恋人と過ごすための手段』であったり、『楽しい状況にある自分を周囲にアピールする』目的が大きかったが、現在は純粋に歌うことを楽しみたいとする人が増えてきている」と分析している。実際に全国カラオケ事業者協会が実施したアンケートによれば、20 - 24歳の男性がカラオケ店を利用する理由として「歌いたい歌があるから」という回答が21.5%を占めており、「自分が楽しみたいから歌う」という若年層のニーズは増加していると言える。